# Ceferino Denis
Ceferino Hugo Raúl Denis (n. el 9 de noviembre de 1978 en Ituzaingó, Buenos Aires) es un futbolista argentino que juega como defensor. Actualmente se encuentra sin club.

## Trayectoria
Comenzó su carrera futbolística en 1998 en Argentinos Juniors donde jugó hasta el 2002. 
En 2002 pasó a jugar en Nacional Tijuana de México.
En 2003 jugó en Gimnasia y Tiro de Salta.
En 2004 fue comprado por Deportivo Morón y en 2008 pasó a jugar en el Club Atlético Defensores de Belgrano. Luego volvió al Deportivo Morón donde jugó hasta la temporada 2009/2010 de la Primera B Metropolitana (torneo de tercera división del fútbol argentino)
En 2010 pasó a jugar a Unión San Felipe de la Primera División de Chile.

## Clubes
| Club                     | País      | Año         |
| ------------------------ | --------- | ----------- |
| Argentinos Juniors       | Argentina | 1998 - 2002 |
| Nacional Tijuana         | México    | 2002 - 2003 |
| Gimnasia y Tiro de Salta | Argentina | 2003        |
| Deportivo Morón          | Argentina | 2004 - 2008 |
| Defensores de Belgrano   | Argentina | 2008 - 2009 |
| Deportivo Morón          | Argentina | 2009 - 2010 |
| Unión San Felipe         | Chile     | 2010        |